# Табу (телепрограмма)
«Табу́» — телевизионный таблоид на канале 1+1. Ведущий — Мыкола Вересень. Программа состоит из нескольких острых сенсационных историй с комментариями ведущего.

## История

### 1997—1998 гг
«Табу» — программа авторских интервью на канале 1+1. Вересень приглашает в студию интересных и известных гостей и ставит им не всегда приятные вопросы, побуждая к откровенным ответам.

### 1998—1999 гг
В этот период «Табу» представляло собой ток-шоу на канале 1+1, где двое известных и компетентных гостей обсуждали определённую общественно значимую тему. Один гость представлял аргументы «за», другой — «против». Аудитория в студии так же делилась на две половины — на тех, кто «за» и «против». При этом люди сами выбирали, на какой половине сидеть.
Мыкола Вересень задавал гостям острые вопросы и выступал модератором дискуссии.

### Обновлённое «Табу»
Первый выпуск «Табу» в новом формате зрители увидели 19 декабря 2012 года. Чтобы разжечь зрительский интерес, накануне канал 1+1 провел конкурс на самый провокационный вопрос Мыколе Вересню. Ведущий рассказал о своей настоящей фамилии, сексуальной ориентации, политических предпочтениях и даже признался в шпионаже.
Сюжет первого обновлённого выпуска:
- шокирующая история девочки-маугли, которую вырастили собаки;
- известный политик Валентина Семенюк-Самсоненко разводится с мужем-миллионером;
- тайная жизнь телеведущей и жены Николая Мельниченко, Натальи Розинской;
- мать Георгия Гонгадзе готова похоронить тело, найденное в Таращанском лесу;
- о пентхаусе Натальи Могилевской за 5 млн долларов.

После выхода программы в эфир Наталья Розинская пообещала подать в суд на журналистов «Табу» и лично — Мыколу Вересня.